# Claude de la Colombière

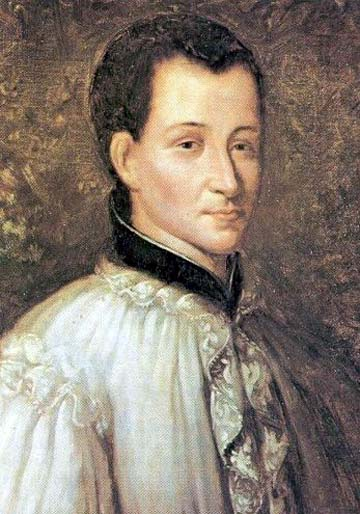
Claude de la Colombière

Claude de la Colombière (Saint-Symphorien-d'Ozon bij Lyon, 2 februari 1641 - Paray-le-Monial, 15 februari 1682) was een Franse jezuïet en heilige. Hij is zeer verdienstelijk geweest voor de verspreiding van de Heilig-Hart-verering, zoals deze vertegenwoordigd werd door Margaretha-Maria Alacoque.

## Leven
De la Colombière was in zijn leven de geestelijk leidsman van Margaretha-Maria Alacoque in Paray-le-Monial. De verspreiding van de verering van het H. Hart is door De la Colombière actief ter hand genomen, ook al stuitte dat op grote weerstanden. Hij belandde in de kerker en werd verbannen als gevolg van intriges binnen zijn orde. 

## Verdienste
Tegenwoordig wordt zijn verdienste onder meer gezien in het verband dat hij legt tussen de verering van het Heilig Hart en de Eucharistie. Via de aanbidding van de Eucharistie wordt deze christocentrische devotie enerzijds verbonden met het leven van de perichoretische triniteit, anderzijds met het begrip van "Goddelijke Barmhartigheid" en de heilseconomie. Volgens paus Johannes Paulus II is de visie van De la Colombière een van de antwoorden op de huidige meditatievormen, die zichzelf tot onderwerp hebben en niet Jezus Christus.

## Opgenomen in de Canon
Op 16 juni 1929 werd De la Colombière zalig verklaard. Op 31 mei 1992 volgde de heiligspreking door paus Johannes Paulus II. Zijn gedachtenis wordt in de Rooms-Katholieke Kerk gevierd op 15 februari.